# Список правителей Тюрингии

Герб Тюрингии

Тюрингия (нем. Thüringen) — историческая область в центральной части современной Германии. Получила своё название от германского народа тюрингов. На её территории располагались разные государства и владения.

## Короли Тюрингии
- ранее 459 — ок. 507: Бизин (ум. ок. 507)
- ?—?: Фисуд
- ок. 507—531: Герменефред (ум. 534), сын Бизина
- ок. 507—525: Бертахар (ум. 525), брат предыдущего
- ок. 507—529: Бадерих (ум. 529), брат предыдущего

В 531 году королевство Тюрингия было разделено между франками и саксами.

## Франкские герцоги Тюрингии
Около 631 года король франков Дагоберт I назначил герцогом Тюрингии Радульфа. Постепенно герцоги Тюрингии воспользовались ослаблением королевской власти и стали практически независимы от франкского королевства.
Радульфинги
- ок. 631 — после 642: Радульф (ум. после 642), герцог Тюрингии с ок. 631
- после 642 — до 687: Хеден I Старший (ум. до 687), герцог Тюрингии, сын предыдущего
- до 687—689: Гозберт (Теобальд) (ум. после 689), герцог Тюрингии, сын предыдущего
- 689 — ок. 741: Хеден II Младший (ум. ок. 741), герцог Тюрингии, сын предыдущего

В середине VIII века Пипин Короткий отменил герцогское достоинство, разделив Тюрингию на несколько графств (гау) (Альтгау, Вестгау, Остгау, Гельмгау).

## Франкские маркграфы Тюрингии
Около 804 года император Карл I Великий образовал Тюрингскую марку (лат. ducatus Thoringiae cum marchis suis). При его внуке Людовике II Немецком она была преобразована в Сорбскую марку (англ. Sorabici limitis), правители которой носили титул маркграфа и герцога, а иногда называются как герцоги Тюрингии.
- до 849—873: Тахульф (ум. 1 августа 873), маркграф Сорбской марки и герцог Тюрингии с до 849

Бабенберги (Поппониды)
- 873 — 880: Ратольф (ум. 880), маркграф Сорбской марки и герцог Тюрингии с 874
- 880 — 892: Поппо (ок. 830/835 — ок. 906), маркграф Сорбской марки и герцог Тюрингии 880—892, граф в Фолькфельде 788/880—906, граф в Нордгау 903—906

Конрадины
- 892 — 893: Конрад Старший (845/860 — 27 февраля 906), граф в Верхнем Лангау в 886, граф в Гессенгау в 897, граф в Гоцфилдгау в 903, граф в Веттерау в 905, граф в Вормсгау в 906, герцог Тюрингии 892—893, герцог Франконии
- 893 — 908: Бурхард (ум. 908), маркграф Сорбской марки и герцог Тюрингии с 893

Людольфинги
- 908 — 912: Оттон I Сиятельный (ок. 836—30 ноября 912), герцог Саксонии с 880, маркграф Сорбской марки и герцог Тюрингии с 908

Герцог Оттон присоединил Тюрингию к Саксонскому герцогству. В 936 году король Оттон I Великий образовал Восточную марку, в состав которой вошла и территория бывшей Тюрингской марки. После раздела в 965 году Восточной марки Тюрингия оказалась в составе Мейсенской марки.

## Ландграфы Тюрингии
Винценбурги
В 1111 году впервые упоминается титул ландграф Тюрингии, которым владел граф Винценбурга Герман I.
- 1111/1112 — 1130: Герман I фон Винценбург (ок. 1083 — 1138), граф фон Рейнхаузен-Винценбург с 1109,  ландграф Тюрингии с 1111/1112 по 1130.

В 1130 году владения и титулы Германа I фон Винценбург были конфискованы.
Людовинги
В XI веке в Тюрингии усилился дом Людовингов. Около 1131 года император даровал графу Людвигу I (III) титул ландграфа Тюрингии.
- 1031—1080: Людвиг I Бородатый (ум. ок. 1080), граф в Тюрингии
- 1080—1123: Людвиг II Скакун (ум. 1123), граф в Тюрингии, сын предыдущего
- 1123—1140: Людвиг I (III) (ок. 1090 — 13 января 1140), граф в Тюрингии с 1123, ландграф Тюрингии с ок. 1131, сын предыдущего
- 1140—1172: Людвиг II Железный (ок. 1128 — 14 октября 1172), ландграф Тюрингии с 1140, сын предыдущего
- 1172—1190: Людвиг III Благочестивый (ок. 1152—1190), ландграф Тюрингии с 1172, пфальцграф Саксонии 1180—1181, сын предыдущего
- 1190—1217: Герман I (ум. 25 апреля 1217), пфальцграф Саксонии с 1181, ландграф Тюрингии с 1190, брат предыдущего
- 1217—1227: Людвиг IV Святой (28 октября 1200 — 11 сентября 1227), ландграф Тюрингии и пфальцграф Саксонии с 1217, сын предыдущего
- 1227—1241: Герман II (ум. 3 января 1241), ландграф Тюрингии и пфальцграф Саксонии с 1227, сын предыдущего
- 1241—1247: Генрих Распе (ок. 1204 — 19 февраля 1247), ландграф Тюрингии и пфальцграф Саксонии с 1241, антикороль Германии с 1246, брат Людвига IV

После смерти в 1247 году Генриха IV Распе, не оставившего прямых наследников, началась война за Тюрингское наследство. В результате неё Тюрингия (за исключением Гессена) досталась маркграфам Мейсена из династии Веттинов.
Веттины

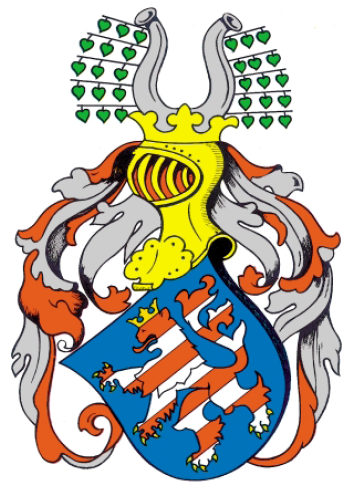
Герб ландграфа Альберта, 1265 год

- 1247—1265: Генрих I Светлейший (21 мая/23 сентября 1218 — 15 февраля 1288), маркграф Мейсена (Генрих III) с 1221, маркграф Нидерлаузица (Генрих IV) с 1221, ландграф Тюрингии и пфальцграф Саксонии с 1247—1265
- 1265—1294: Альбрехт I Негодный (1240 — 20 ноября 1314), пфальцграф Саксонии 1265—1281, ландграф Тюрингии 1265—1294, маркграф Мейсена (Альбрехт II) 1288—1292, сын предыдущего

В 1294 году Альбрехт продал Тюрингию королю Германии Адольфу Нассаусскому. Однако после гибели Адольфа (1298) Тюрингия снова вернулась к Веттинам.
Нассау
- 1294—1298: Адольф (до 1250 — 2 июля 1298), граф Нассау с 1276, король Германии с 1292, ландграф Тюрингии с 1294

Веттины
- 1298—1307: Дитрих I (Дицман) (1260 — 10 декабря 1307), маркграф Нидерлаузица (Дитрих IV) с 1290, маркграф Остерланда с 1291, ландграф Тюрингии с 1298, сын Альбрехта Негодного
- 1298—1323: Фридрих I Укушенный (1257 — 16 ноября 1323), пфальцграф Саксонии 1281—1291, маркграф Мейсена с 1292, маркграф Нидерлаузица и Остерланда с 1307, ландграф Тюрингии с 1307, брат предыдущего
- 1323—1349: Фридрих II Серьёзный (1310 — 18 ноября 1349), маркграф Мейсена и ландграф Тюрингии с 1323, сын предыдущего
- 1349—1381: Фридрих III Строгий (14 октября 1332 — 25 мая 1381), маркграф Мейсена и ландграф Тюрингии с 1349, сын предыдущего
- 1349—1382: Вильгельм I (29 декабря 1343 — 10 ноября 1407), маркграф Мейсена с 1349, ландграф Тюрингии 1349—1382, брат предыдущего
- 1349—1406: Балтазар (21 декабря 1336 — 18 мая 1406), маркграф Мейсена 1349—1382, ландграф Тюрингии с 1349, брат предыдущего
- 1406—1440: Фридрих IV Покладистый (до 30 ноября 1384 — 7 мая 1440), ландграф Тюрингии с 1306, сын предыдущего
- 1440—1445: Фридрих V Кроткий (22 августа 1412 — 7 сентября 1464), курфюрст Саксонии (Фридрих II) с 1428, маркграф Мейсена с 1428, ландграф Тюрингии 1440—1445, сын курфюрста Саксонии Фридриха I Воинственного, внук Фридриха III
- 1445—1482: Вильгельм III Храбрый (30 апреля 1425 — 17 сентября 1482), маркграф Мейсена 1428—1440, ландграф Тюрингии с 1445, титулярный герцог Люксембурга (Вильгельм II) 1457—1469, брат предыдущего
- 1482—1485: Альбрехт II Храбрый (31 июля 1443 — 12 декабря 1500), маркграф Мейсена с 1464, ландграф Тюрингии 1482—1485, герцог Саксонии с 1485, племянник предыдущего, сын курфюрста Фридриха II
- 1482—1486: Эрнст (24 марта 1441 — 26 августа 1486), курфюрст Саксонии и маркграф Мейсена с 1464, ландграф Тюрингии с 1482, брат предыдущего

По разделу 1484 года Тюрингия досталась Эрнсту и его потомкам.
Эрнестинская линия Веттинов
- 1486—1525: Фридрих VI Мудрый (17 января 1463 — 5 мая 1525), курфюрст Саксонии (Фридрих III) и ландграф Тюрингии с 1486, сын Эрнста
- 1525—1532: Иоганн Твёрдый (30 июня 1468 — 16 августа 1532), курфюрст Саксонии и ландграф Тюрингии с 1525, брат предыдущего
- 1532—1547: Иоганн Фридрих I Великодушный (30 июня 1503 — 3 марта 1554), курфюрст Саксонии и ландграф Тюрингии 1532—1547, сын предыдущего
- 1542—1553: Иоганн Эрнст (10 мая 1521 — 8 февраля 1553), герцог Саксен-Кобурга и ландграф Тюрингии с 1542
- 1554—1566: Иоганн Фридрих II Средний (8 января 1529 — 9 мая 1595), герцог Саксонии и ландграф Тюрингии 1554—1566, сын Иоганна Фридриха I
- 1554—1572: Иоганн Вильгельм (11 марта 1530 — 2 марта 1573), герцог Саксонии и ландграф Тюрингии 1554—1572, герцог Саксен-Веймара с 1572, брат предыдущего

В 1572 году начались разделы владений Эрнестинской линии и Тюрингия перестала быть единым владением, разделившись на множество мелких княжеств, которые называют Саксонские герцогства.